# Mexico International 2019
Die Mexico International 2019 im Badminton fanden vom 18. bis zum 22. September 2019 in Aguascalientes statt.

## Sieger und Platzierte
| Disziplin    | Gold                            | Silber                              | Bronze                                      |
| ------------ | ------------------------------- | ----------------------------------- | ------------------------------------------- |
| Herreneinzel | Kevin Cordón                    | Lino Muñoz                          | B. R. Sankeerth                             |
| Herreneinzel | Kevin Cordón                    | Lino Muñoz                          | Luis Montoya                                |
| Dameneinzel  | Ghaida Nurul Ghaniyu            | Fabiana Silva                       | Haramara Gaitan                             |
| Dameneinzel  | Ghaida Nurul Ghaniyu            | Fabiana Silva                       | Nikte Sotomayor                             |
| Herrendoppel | Jonathan Solís Aníbal Marroquín | Andrés López Lino Muñoz             | Uriel Canjura Alonso Medel                  |
| Herrendoppel | Jonathan Solís Aníbal Marroquín | Andrés López Lino Muñoz             | Fabrício Farias Francielton Farias          |
| Damendoppel  | Breanna Chi Jennie Gai          | Jessica Bautista Vanessa Villalobos | Yesenia Duarte Sabrina Solis                |
| Damendoppel  | Breanna Chi Jennie Gai          | Jessica Bautista Vanessa Villalobos | Ghaida Nurul Ghaniyu Maria Delia Zambrano   |
| Mixed        | Luis Montoya Vanessa Villalobos | Fabrício Farias Jaqueline Lima      | Vinson Chiu Breanna Chi                     |
| Mixed        | Luis Montoya Vanessa Villalobos | Fabrício Farias Jaqueline Lima      | Sebastián Martínez Cardoso Jessica Bautista |